# Hériménil

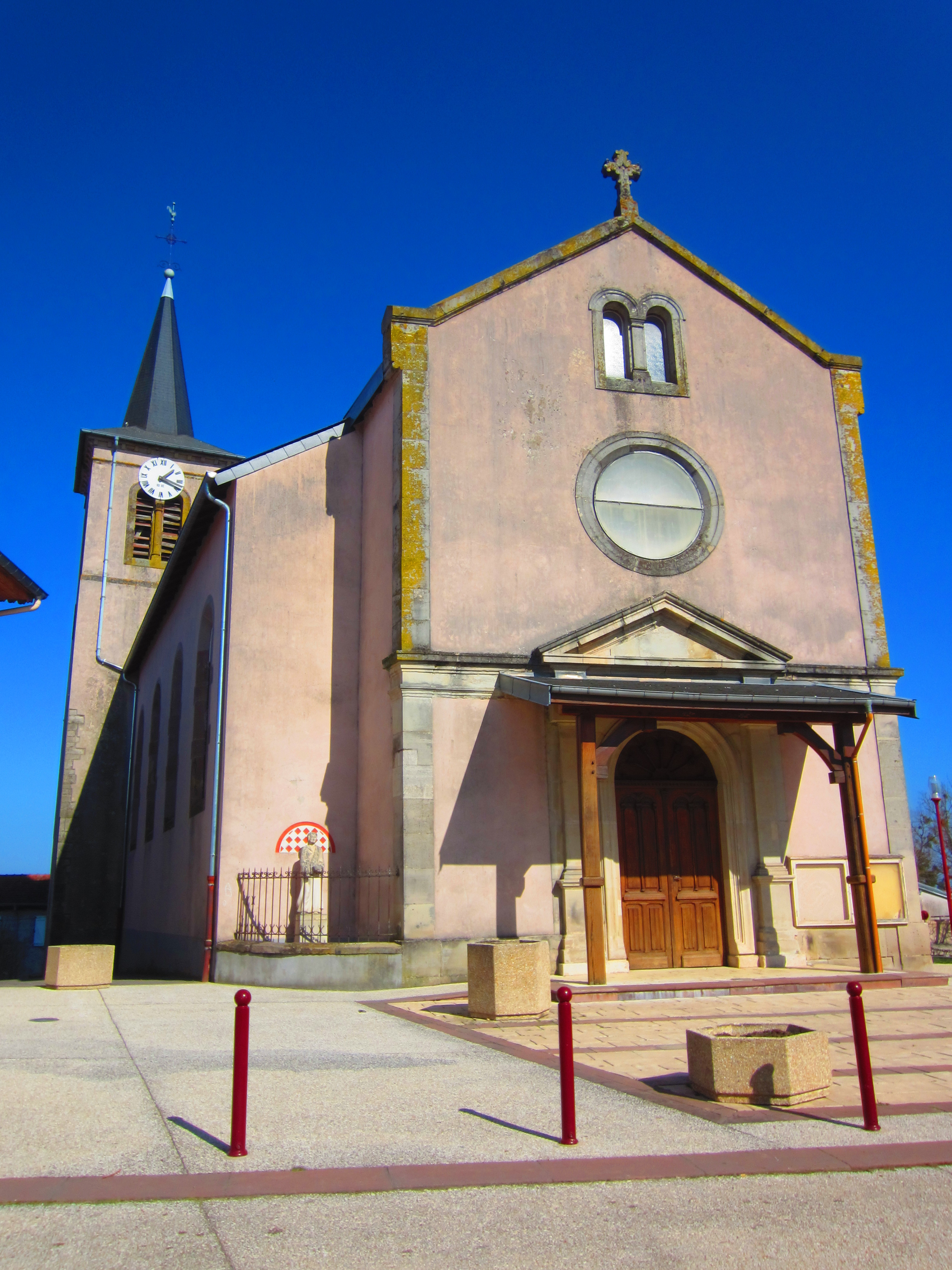
Kościół św. Wawrzyńca (2014)

Hériménil – miejscowość i gmina we Francji, w regionie Grand Est, w departamencie Meurthe i Mozela.
Według danych na rok 1990 gminę zamieszkiwało 750 osób, a gęstość zaludnienia wynosiła 60 osób/km² (wśród 2335 gmin Lotaryngii Hériménil plasuje się na 461. miejscu pod względem liczby ludności, natomiast pod względem powierzchni na miejscu 449.).

## Populacja

Populacja Hériménil w latach 1962–2008